# Дарко Ковачевич
Дарко Ковачевич (серб. Darko Kovačević, нар. 18 листопада 1973, Ковин) — сербський футболіст, що грав на позиції нападника. По завершенні ігрової кар'єри — спортивний функціонер. Виступав, зокрема, за клуби «Ювентус», «Реал Сосьєдад» та «Олімпіакос», а також національну збірну Югославії. Чемпіон Югославії. Володар Кубка Югославії. Чемпіон Греції. Володар Кубка Інтертото.

## Клубна кар'єра
У дорослому футболі дебютував 1992 року виступами за команду клубу «Пролетер», в якій провів два сезони, взявши участь у 51 матчі чемпіонату.
Згодом з 1994 по 1999 рік грав у складі команд клубів «Црвена Звезда», «Шеффілд Венсдей» та «Реал Сосьєдад». Протягом цих років виборов титул чемпіона Югославії, ставав володарем Кубка Інтертото.
Своєю грою за останню команду привернув увагу представників тренерського штабу клубу «Ювентус», до складу якого приєднався 1999 року. Відіграв за «стару сеньйору» наступні два сезони своєї ігрової кар'єри. Більшість часу, проведеного у складі «Ювентуса», був основним гравцем атакувальної ланки команди.
Протягом 2001–2002 років захищав кольори команди клубу «Лаціо».
2002 року повернувся до клубу «Реал Сосьєдад». Цього разу провів у складі його команди п'ять сезонів. Граючи у складі «Реал Сосьєдада» також здебільшого виходив на поле в основному складі команди.
2007 року перейшов до клубу «Олімпіакос», за який відіграв 2 сезони. Тренерським штабом нового клубу також розглядався як гравець «основи». У складі «Олімпіакоса» був одним з головних бомбардирів команди, маючи середню результативність на рівні 0,64 голу за гру першості. За цей час додав до переліку своїх трофеїв титул чемпіона Греції. Завершив професійну кар'єру футболіста виступами за команду «Олімпіакос» Пірей у 2009 році.

## Виступи за збірну
1994 року дебютував в офіційних матчах у складі національної збірної Югославії. Протягом кар'єри у національній команді, яка тривала 11 років, провів у формі головної команди країни 59 матчів, забивши 10 голів.
У складі збірної був учасником чемпіонату світу 1998 року у Франції і чемпіонату Європи 2000 року у Бельгії та Нідерландах.

## Титули і досягнення

### Командні
- Чемпіон Югославії (1):

«Црвена Звезда»: 1994/1995
- Володар Кубка Югославії (1):

«Црвена Звезда»: 1994/1995
- Чемпіон Греції (1):

«Олімпіакос»: 2007/2008
- Володар Кубка Греції (1):

«Олімпіакос»: 2007/2008
- Володар Кубка Інтертото (1):

«Ювентус»: 1999

### Особисті
- Найкращий бомбардир Кубку УЄФА: 1.

«Ювентус»: 1999-00 (10)